# アルペンローゼ

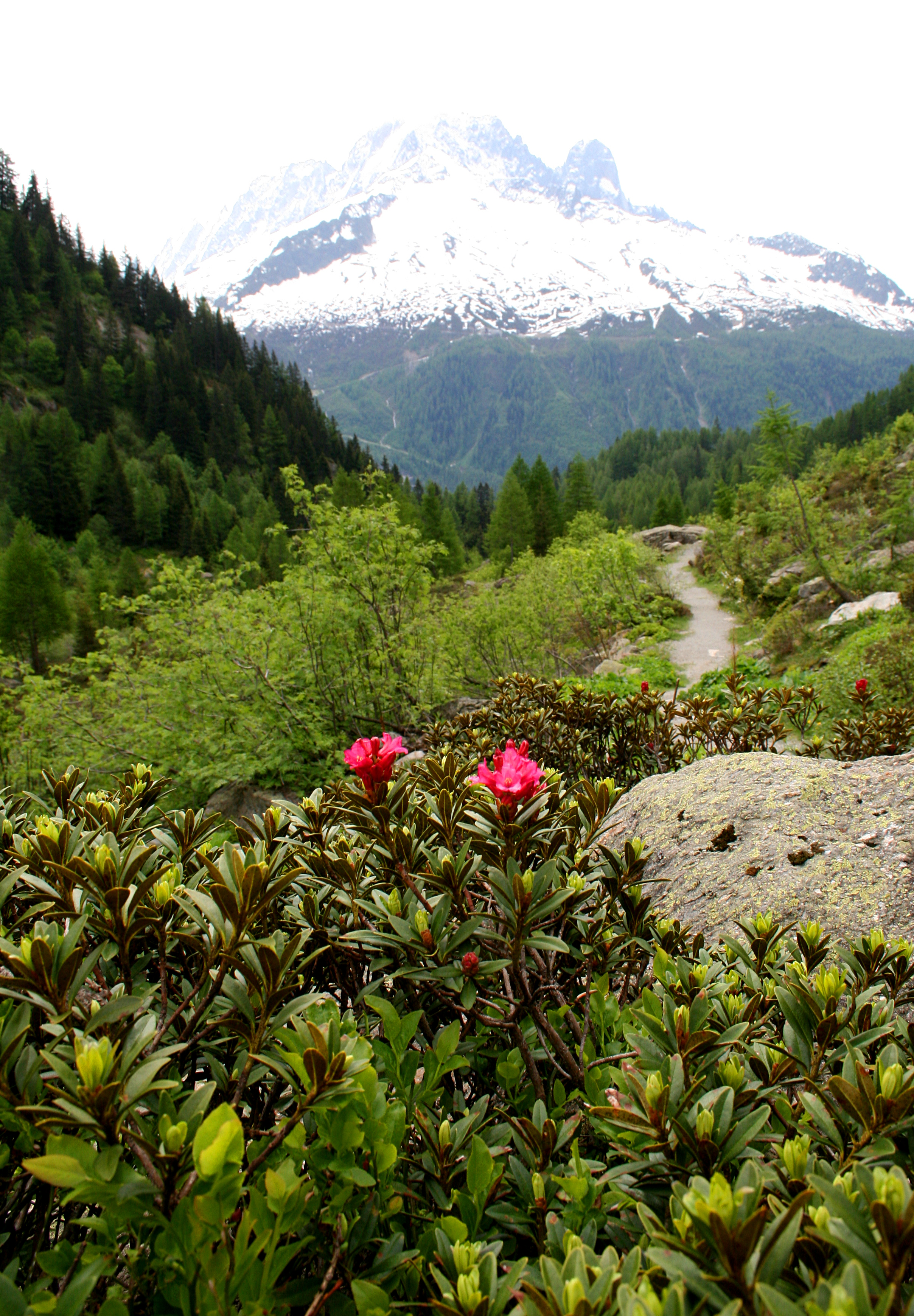

アルペンローゼ（独：Alpenrose、学名：Rhododendron ferrugineum）は、ツツジ科の樹木。ドイツ語の「Alpenrose」はアルプスのバラの意味。英語では「snow-rose」（雪のバラ）、「rusty-leaved alpenrose」（錆びた葉のアルペンローゼ）とも呼ばれる。

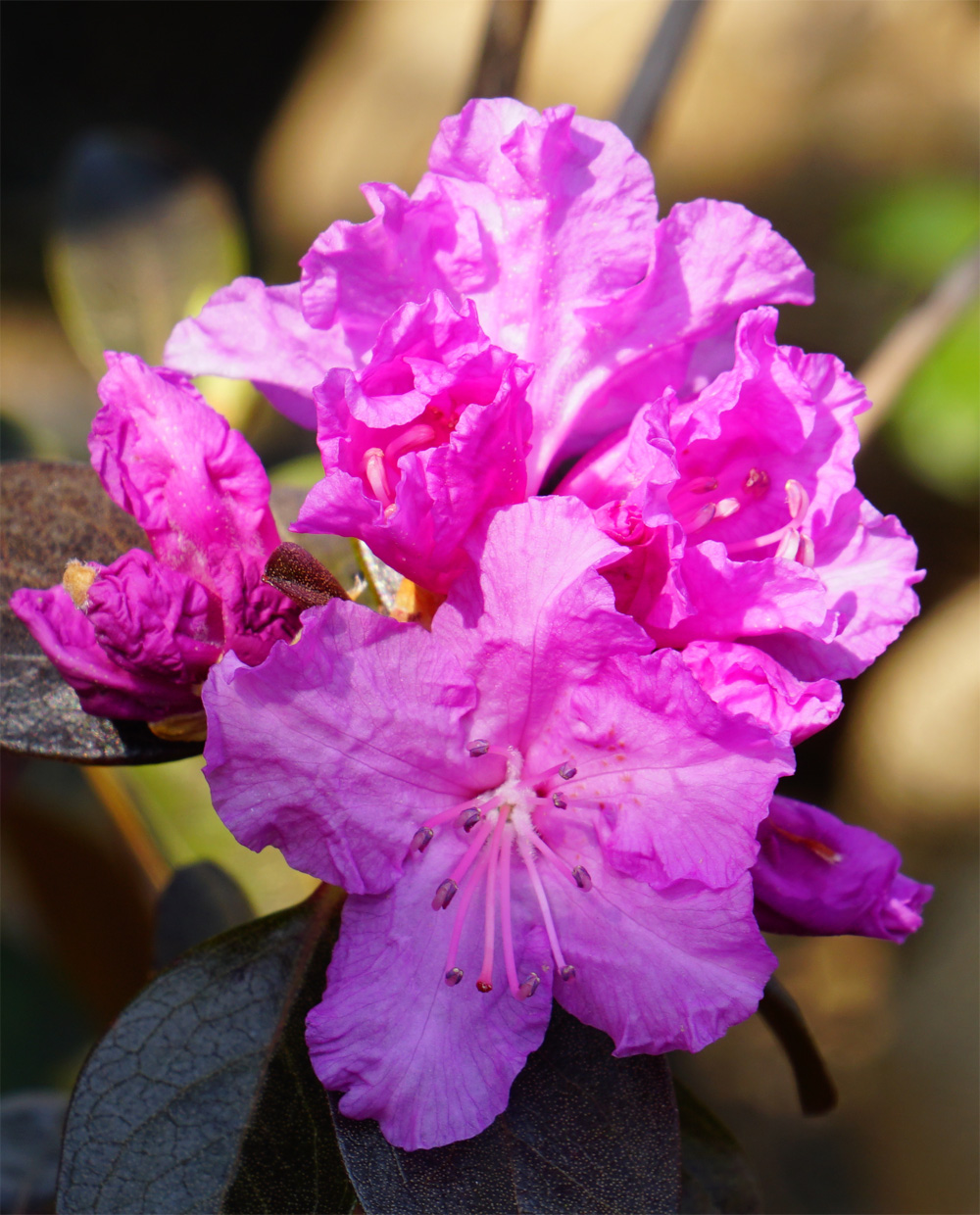

## 特徴
常緑性の低木で酸性の土壌を好み、アルプス山脈、ピレネー山脈、ジュラ山脈およびアペニン山脈北部の高山帯に育つ。1メートルほどの高さになり、夏の間を通して釣鐘型でピンクがかった赤い花をつける。葉の裏側には錆茶色の斑点があり、これが学名の由来になっている。
葉の表面はざらついてて、冬から花の咲く頃までは錆びた色をしています。

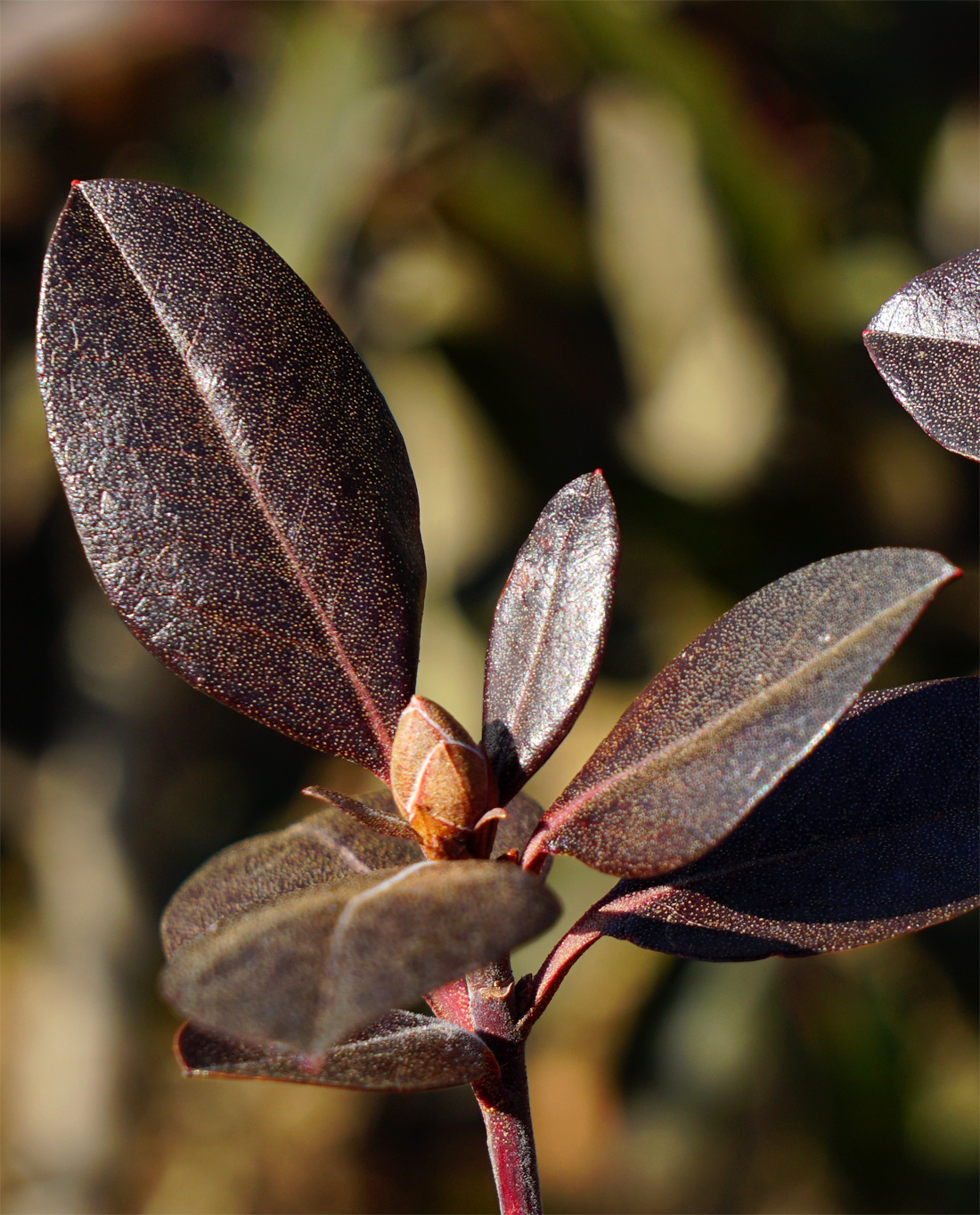